# Gulbene (novads)
Gulbene (łot.: Gulbenes novads) – jeden z łotewskich novadsów, funkcjonujący od 2009.
W skład novadsu wchodzą: 
- miasto: Gulbene
- pagastsy: Beļava, Dauksti, Druviena, Galgauska, Jaungulbene, Lejasciems, Litene, Lizums, Līgo, Ranka, Stāmeriena, Stradi, Tirza

## Historia
Novads powstało na terenach należących przed 2009 do rejonu Gulbene.
Podczas reformy administracyjnej w 2021 terytorium novadsu nie uległo zmianie.